# Bellpuig
Bellpuig là một đô thị trong tỉnh Lleida, cộng đồng tự trị Cataluña Tây Ban Nha.
Hiện tại Bellpuig là đô thị quan trọng thứ ba trong vùng Urgell. Hiện tại, đô thị này được phục vụ bởi Nhà ga Đường sắt Bellpuig.

## Sự kiện
Lễ hội Verge del Dolors được tổ chức hàng năm và có nhiều hoạt động tôn giáo. Phong tục này đã kéo dài suốt 300 năm.